# Ulrich Hosse
Ulrich Hosse (* ca. 1455 Pforzheim; † 1535 Vilnius) arbeitete eine Zeit lang für Sigismund I. in Krakau als Münzmeister. Von dort ging er als Münzmeister nach Vilnius in Litauen, wo er später auch Bürgermeister wurde.

## Leben
Ulrich Hosse wandte sich der Lehre Martin Luthers zu und unterstützte die Reformatoren in Vilnius. 1524 wurde er als Anhänger der Reformation von der katholischen Kirche exkommuniziert. Er erwarb Grundstücke in Vilnius und stiftete Ziegelsteine für Gebäude, die später der Evangelischen Kirche Augsburger Konfession zufielen. Sein Sohn Johann Hosius wurde ebenfalls Bürgermeister von Vilnius.
Ganz anders entwickelte sich die religiöse Überzeugung seines Sohnes Stanislaus Hosius, der ein eifriger Verfechter der römisch-katholischen Kirche war. Er wurde Bischof, dann Fürstbischof von Ermland und 1561 zum Kardinal erhoben.